# Puerto Hurraco
Puerto Hurraco (1999), è il terzo album studio del gruppo ska italiano Persiana Jones, composto da 15 canzoni più una ghost track.
Il titolo dell'album è ispirato dal nome di un locale "non autorizzato" della zona del porto di Barcellona, dove la band era solita recarsi.
Nel disco è presente la nota canzone Tremarella, cover dell'omonimo singolo del 1964 di Edoardo Vianello, che già faceva parte del repertorio dei Persiana Jones, e che era stata inclusa nel loro album live del 1993 Show.

## Tracce
1. Un giorno nuovo – 2:58
2. Tremarella – 2:41
3. Spacco tutto – 2:45
4. 15 – 3:53
5. Beautiful – 0:52
6. Diverso da me – 3:22
7. Perderai – 2:32
8. Adesso puoi – 3:45
9. Cosa pensi – 2:28
10. Puerto Hurraco – 3:05
11. Sogni – 3:03
12. Come vuoi – 3:44
13. Più libero – 3:10
14. Quello che mi va – 3:14
15. Io con te – 9:08 – (inclusa la ghost track)

Durata totale: 50:40